# Eupithecia taftanica
Eupithecia taftanica là một loài bướm đêm trong họ Geometridae.